# Boeing 757
Boeing 757 je putnički uskotrupni putnički zrakoplov kraćeg do srednjeg doleta, kojeg je izradila američka kompanija Boeing Commercial Airplanes (podružnica Boeinga). Nastao je kao zamjena za Boeing 727. U redovni promet zrakoplov je ušao 1983. godine a njegova proizvodnja trajala je sve do 28. listopada 2004. do kada je ukupno izrađeno 1050 aviona.  Zadnji zrakoplov isporučen je Shanghai Airlinesu 28. studenog 2005.
U srpnju 2007. u redovnoj upotrebi nalazilo se je 1.019 Boeing 757 aviona.

## Povijesni razvoj
757 (oznaka početnog projekta "7N7") model je koji je Boeing počeo razvijati kao zamjenu za Boeing 727 i dopunu Boeinga 767 za kraće rute. Boeing je prvobitno ponudio putnički zrakoplov na osnovi produženog 727-200 s ugrađenim novim motorima, poznatiji kao 727-300, ali kompanije nisu nikada bile dovoljno zainteresirane za takav zrakoplov. U početku razvoja 7N7 i 757 predviđan je "T-rep" s motorima ovješenim ispod krila ali je na kraju ipak odlučeno za standardne repne površine s horizontalnim stabilizatorima u donjem položaju. Prvi Boeing 757 je bio dostavljen Eastern Air Linesu 22. prosinca 1982. godine.
757 je bio prvi linijski putnički avion s motorima proizvedenim izvan SAD-a; s ugrađenim Rolls-Royce RB211 motorima što je bio odabir prvih kupaca. Pratt & Whitney je ubrzo ponudio PW2000 motore koji su ugrađivani na avione naručene od Delta Air Linesa. I General Electric ponudio je u ranom dijelu programa svoje CF6-32 motore ali je radi slabe potražnje odustao.
757 se koristi na dužim domaćim (američkim) i na interkontinentalnim linijama. Kao potpuna zamjena za 727, 757 je bio projektiran i za sigurno letenje u područjima visoke temperature i veće nadmorske visine. Tijekom leta od kontrole je traženo da 757 ima veću udaljenost od ostalih zrakoplova zbog njihove tendencije za stvaranje jače turbulencije.
Kako su Boeing 757 i 767 razvijani paralelno, pilotske kabine su im gotovo identične te je posada nakon kraćeg školovanja kvalificirana letjeti na 767 i obratno.
Tijekom razvoja mnogi su uvidjeli da je 757 s 20% više sjedišta i 50% većeg doleta više od 727 zamjene te kao takav nije rado prihvaćan. Naziv 757-200 sugerirao je kako Boeing planira izraditi manju -100 inačicu ali 757-200 koji je ušao u proizvodnju bio je preglomazan za manji model, ostavljajući tako veliku prazninu između 757-200 i 737-300. Boeing je uskoro ponudio 737-400 kao privremeno rješenje ali je računicu dosta "pokvario" izlazak Airbusa A320 koji je imao veći dolet. Neke aviokompanije, kao što su United i Northwest počele su razmatrati kupnju A320 kao 727 zamjenu. Ovu prazninu Boeing je uspio popuniti s izlaskom Boeinga 737-800 inačicom koja je slična po veličini i doletu 727-200.
Iako je program dao velik financijski uspjeh, prodaja je tijekom kasnih 1990-ih pala što je postepeno ugasilo proizvodnu liniju. Zadnji 1.050. 757 namijenjen Shanghai Airlinesu iz tvornice u Rentonu izašao je 28. listopada 2004. i bio predan kupcu u travnju 2005., nakon nekoliko mjeseci skladištenja. U kratkom roku, 757-200 je naslijedio 737-900ER. U Boeingu vjeruju da će 737-900ER biti pogodna 757-200 zamjena za većinu putničkih programa, iako ovaj avion ima lošije osobine u područjima velike temperature i veće nadmorske visine. Za nasljednika 757-300 računa se na širokotrupni Boeing 787. Airbus još nije najavio buduće modele u ovoj kategoriji i trenutno se nudi samo A321.

## Inačice

### 757-200
757-200 je završni model projekta 757 za prodaju. Presjek trupa dijeli s onim na 727 i 737. a glavna uloga mu je bila zamjena za već zastarjeli 727. Iako se isprva planirao nešto kraći trup u konačnici je on premašio dužinu i 737 i 727. Ova inačica može prevesti 228 putnika u jednoj klasi. Sa zbijenijim rasporedom sjedišta broj putnika se penje na 234 što je i FAA (eng.: Federal Aviation Administration) ograničenje za zrakoplov zbog njegovog broja izlaza u slučaju opasnosti.
757-200 je dostupan s dva različita razmještaja vrata. U jednoj konfiguraciji koriste se tri standardna vrata po strani i jedna dodatna, manja vrata za slučaj opasnosti iznad zadnjeg dijela svakog krila. Svih osam vrata opremljena su s toboganima za evakuaciju. U drugoj konfiguraciji uz tri standardna vrata po strani (dva prema prednjem dijelu i jedna iza krila), iznad krila na svakoj strani trupa se nalaze dvoja manja izlaza u slučaju opasnosti. 757-200 predstavio je unutrašnjost kabine koja je postala standard na svim uskotrupnim zrakoplova Boeinga (uključujući klasični Boeing 737) sve do ponovnog redizajna koji je uveden na 737 Sljedeće generacije, koji uvodi novi stil lansiran s Boeingom 777.

#### 757-200PF i 757-200SF teretna inačica
Ova inačica pokrenuta 1985. s prvom isporukom UPSu 1987. Osnovna Maksimalna težina uzlijetanja (MTOW) 757PF je 113.400 kg, uz opciju od 115.600 kg. Ostali kupci 757-200PF su Etiopian Airlines i Challenge Air Cargo.
757PF nema putničkih prozora i vrata te unutar kabine nema nikakvih sadržaja. Na prednjem lijevom dijelu trupa ugrađena su velika glavna teretna vrata a posada u zrakoplov ulazi kroz manji pomoćni ulaz koji se nalazi odmah iza pilotske kabine, također s lijeve strane trupa. Unutrašnjost glavnog teretnog prostora ima glatke obloge od staklene vune a teretni prostor je od dijela gdje je pilotska kabina odvojen nepokretnom krutom pregradom.
U teretni prostor glavne palube 757PF stane do 15 LD-7 paleta ili L-D8 kontejnera što ukupno iznosi 187 m3. U donji teretni prostor aviona stane još dodatnih 51,8 m3 tereta. Ukupna težina tereta uključujući i težinu kontejnera i paleta iznosi 39.780 kg. S maksimalno natovaren avion ima dolet od oko 5.371 km.
Mnogi putnički 757-200 su pretvoreni u 757-200SF (Special Freighters) a koristi ih uglavnom DHL. Modifikacija ovih aviona uključuje i ugradnju teretnih vrata na prednjoj lijevoj strani trupa (identičnih onima na 757-200PF), te uklanjanjem svih sadržaja vezanih za putnički prijevoz.

#### 757-200M
757-200M je projektiran za Royal Nepal Airlines. To je inačica na kojoj se putnička sjedišta mogu vrlo brzo izvaditi te se taj prostor koristi kao teretni i obrnuto. Nepalu također treba zrakoplov sposoban za opsluživanje na višim nadmorskim visinama. Izrađen je i 1988. godine isporučen samo jedan avion koji još uvijek leti pod registracijom 9N-ACB.
Predložene su i druge inačice kao 757-200ER, ali nikada nisu pokrenute. Ponuđena su i poboljšanja u vidu naknadne ugradnje zaobljenih vrhova krila (eng.: Winglet) što avionima donosi znatno bolje osobine (veći dolet ili mogućnost nošenja veće količine korisnog tereta). Ovako opremljeni 757-200 ponekad se nazivaju 757-200ER. Svi 757-200 u redovitom transatlantskom prometu su opremljeni s "wingletima".
Ukupno je izrađeno 914 757-200, 80 757-200PF i 1 757-200M. S listopadom 2008. ukupno 945 zrakoplova Boeing 757-200 su letjeli za Delta Air Lines (135), American Airlines (126), United Airlines (97), UPS Airlines (75), Northwest Airlines (55), US Airways (43), Continental Airlines (41), China Southern Airlines (22), DHL (21), FedEx Express (16), Thomas Cook Airlines (16) i manji broj za druge aviokompanije.

### 757-300
757-300 je inačica 7,1 m produžena u trupu u odnosu na -200. Prvi let aviona bio je u kolovozu 1998. Ovisno o razmaku sjedišta može prevesti do 289 putnika u jedno klasi. Kapacitet goriva se nije mijenjao jer bi to zahtijevalo i veći razmak podvozja. Ista količina goriva kao na -200 seriji utjecala je na smanjenje doleta na 6.287 km. Naručena su iisporučena 55 aviona ove serije. Model ima 8 standardnih vrata i po dvoja na svakoj strani iznad krila za izlaz u slučaju opasnosti. Avion se radi svoje učinkovitosti iskazao kod čarter aviokompanija.
757-300 se mogao kupiti s Rolls Royce RB-211-535E4-B turbofen motorima od 191,7 kN ili Pratt & Whitney PW-2043 turbofen motorima od 195,1 kN. Na kraju je samo Northwest Airlines naručio 757-300 s Pratt & Whitney motorima što ih čini jedinstvenima u serijama.
S listopadom 2008. leti 55 Boeinga 757-300: Continental Airlines (17), Northwest Airlines (16), Condor Airlines (13), Arkia Israel Airlines (2), Thomas Cook Airlines (2) i Icelandair (1).

### Vladi, vojni i privatni modeli
757 se je također našla u državnim i privatnim ulogama. Ratno zrakoplovstvo SAD-a ima četiri opremljena 757-200 za prijevoz VIP dužnosnika (C-32A) obojenih u standardnu svjetloplavo-bijelu shemu. Zrakoplovi se često koriste za prijevoz potpredsjednika SAD-a pod nazivom "Air Force Two". Ratno zrakoplovstvo SAD-a također posjeduje dva zrakoplova 757-200 (C-32B) za korištenje od strane američkog State Departmenta. Ovi zrakoplovi su oslikane jednobojno bijelo s tek malom američkom zastavom i serijskim brojem na trup aviona.
Ratno zrakoplovstvo Novog Zelanda ima dva 757 koji se koriste za prijevoz vojske i kao VIP. Jedan 757 leti kao predsjednički zrakoplov u Argentini pod vojnom oznakom  "Tango 01". 757 leti i kao predsjednički i VIP zrakoplov u Meksiku a kraljevska obitelj Saudijske Arabije 757 koristi kao leteću bolnicu.

## Usporedba
|                                  | 757-200 | 757-200F | 757-300 |
| -------------------------------- | --- | --- | --- |
| Posada                           | Two | Two | Two |
| Putnici                          | 200 (2-class) 234 (1-klasa)                                                                                    | N/A | 243 (2-klase) 289 (1-klasa)                                                                                    |
| Dužina                           | 47,32 m | 47,32 m | 54,47 m |
| Razmak kotača                    | 18,29 m | 18,29 m | 22,35 m |
| Razmah krila                     | 38,05 m | 38,05 m | 38,05 m |
| Kut "strijele" krila             | 25° | 25° | 25° |
| Visina                           | 13.56 m | 13.56 m | 13.56 m |
| Širina kabine                    | 3,54 m | 3,54 m | 3,54 m |
| Dužina kabine                    | 36,09 m | 36,09 m | 43,21 m |
| Maksimalna težina uzlijetanja    | 115.680 kg | 115.680 kg | 123.600 kg |
| Dužina potrebne piste pri-u MTOW | 2.911 m | 2.911 m | 2.926 m) |
| Brzina krstarenja                | .80 Mach, 850 km/h na 35.000 ft                                                                                | .80 Mach, 850 km/h na 35.000 ft                                                                                | .80 Mach, 850 km/h na 35.000 ft                                                                                |
| Dlet                             | 7.222 km | 5.834 km | 6.421 km |
| Gorivo                           | 43.490 L | 42.680 | 43,400 L |
| Visina leta                      | 12.800 m | 12.800 m | 12.800 m |
| Motori (2×)                      | Rolls-Royce RB211, Pratt & Whitney PW2037, PW2040, ili PW2043 turbofen mtori od 163 kN do 193 kN potiska svaki | Rolls-Royce RB211, Pratt & Whitney PW2037, PW2040, ili PW2043 turbofen mtori od 163 kN do 193 kN potiska svaki | Rolls-Royce RB211, Pratt & Whitney PW2037, PW2040, ili PW2043 turbofen mtori od 163 kN do 193 kN potiska svaki |

## Vanske poveznice
- boeing.com/commercial/757family/
- planespotters.net/ Boeing 757 Production List   Arhivirana inačica izvorne stranice od 31. prosinca 2013. (Wayback Machine)
- b757.info/ Neslužbena stranica
- aviation-safety.net/   Arhivirana inačica izvorne stranice od 25. prosinca 2008. (Wayback Machine)